# Eriq La Salle
Erik Ki La Salle (23 de julio de 1962) es un actor y director estadounidense.

## Primeros años
La Salle, uno de cuatro hermanos, nació y se crio en Hartford, Connecticut, por su madre, Ada Haynes. Asistió a la Escuela Juilliard y se matriculó en la División de Drama dos años como miembro del Grupo 13 (1980-1984), y luego en 1984 asistió a la Universidad de Nueva York.

## Carrera
En 1988, protagonizó junto a Eddie Murphy la película Coming to America. En 1994, la serie de televisión de la NBC, ER se estrenó y La Selle interpretó al Dr. Peter Benton. Permaneció en la serie desde la temporada 1 y salió del programa en el capítulo de la temporada 8, "I'll Be Home For Christmas". Volvió a la serie para dirigir un episodio de la temporada 15. 
Luego interpretó a un gánster jamaicano en la película independiente Johnny Was.
Ha dirigido múltiples episodios de Law & Order: Special Victims Unit y otras series.
Después de varios años dedicados tanto delante como detrás de la cámara, en 2012 publicó la novela Laws of Depravity. En su tiempo libre juega al pool.

## Filmografía
- Rappin' (1985)
- Inferno in diretta (1985)
- Out of the Darkness (1985)
- Spenser, detective privado (1986)
- ABC Afterschool Specials (1986)
- Where Are the Children? (1986)
- Vietnam War Story (1987)
- Mariah (1987)
- Cinco esquinas (1987)
- What Price Victory (1988)
- Coming to America (1988)
- Knightwatch (1988)
- Magic Moments (1989)
- Gideon Oliver (1989)
- B. L. Stryker (1990)
- A Different World (1990) - serie de televisión
- La escalera de Jacob (1990)
- Hammer, Slammer, & Slade (1990)
- Eyes of a Witness (1991)
- La ley de Los Ángeles (1991)
- Screenplay (1991)
- Quantum Leap (1992)
- The Human Factor  (1992)
- Empty Cradle (1993)
- Color of Night (1994)
- Under Suspicion (1994)
- Drop Squad  (1994)
- Sworn to Justice (1996)
- Rebound: The Legend of Earl "The Goat" Manigault (1996)
- Adventures from the Book of Virtues (1998)
- Mind Prey (1999)
- Soul Food (2000)
- Retratos de una obsesión (2002)
- The Salton Sea (2002)
- Crazy as Hell  (2002)
- The System (2003)
- Biker Boyz (2003)
- The Twilight Zone (2003)
- The Seat Filler  (2004)
- Conviction (2005)
- Inside Out  (2005)
- Johnny Was (2006)
- Sin rastro (2006)
- Law & Order: Special Victims Unit (2007-2008)
- Relative Stranger (2009)
- ER (1994-2009)
- Megafault (2009)
- 24 (2010)
- CSI: Nueva York (2010)
- Covert Affairs (2010)
- Bloomers (2011)
- How to Make It in America (2011)
- Apagón en Los Ángeles (2012)
- A Gifted Man (2011-2012)
- Ringer (2011-2012)
- Notes From Dad (2013)
- Crisis (2014)
- The Night Shift  (2014)
- La cúpula (2014-2015) 5 episodios
- Rosewood (2015) 1 episodio
- Murder in the First  (2016) 1 episodio
- Logan (2017)
- Chicago PD (2018) Director y Productor